# بال‌برنزه معمولی
بال برنزه معمولی (نام علمی: Phaps chalcoptera) نام یک گونه از تیره کبوتر است.